# نقد الإسلام
نقد الإسلام. هي ظاهرة تواجدت منذ ظهوره، الانتقاد المبكر كان من جانب المسيحيين، قبل عام 1000 ميلادية كان العديد يعتبر الإسلام مجرد «هرطقة مسيحية». لاحقاً ظهرت انتقادات من داخل العالم الإسلامي نفسه، ومن بعض الكتاب اليهود.
تشمل أشكال النقد الفكرية الأخلاق والمصداقية للقرآن والأحاديث النبوية، إلى جانب حياة محمد، سواء في حياته العامة أو الشخصية. وتتعلق الانتقادات الأخرى بالعديد من جوانب حقوق الإنسان في العالم الإسلامي (في المجتمعات التاريخية والحالية على حد سواء)، بما في ذلك معاملة النساء، ومجموعات المثليين. ومع تبني التعددية الثقافية في الآونة الأخيرة، شكك البعض في تأثير الإسلام على قدرة أو رغبة المواطنين المسلمين والمهاجرين للاندماج في الدول الغربية.
وصف القرآن، وهو نص مقدس للإسلام، من قبل العديد من الباحثين بأنه روايات خيالية. وبالمثل، فقد تم وصف الأحاديث النبوية على أنها مجموعة من القصص الخيالية المختلفة من قبل العديد من الباحثين.

## محمد
يعتبر محمد النبي في الإسلام، مؤسسها ونموذج للإتباع. نقاد وباحثون مثل كويل سيغيسموند والمسلم السابق ابن الوراق يروا في بعض تصرفات محمد بأنها غير اخلاقية.
بعد انتشار الدعوة الإسلامية إلى المدينة اتهم بعض اليهود الرسول محمد بأنه شخص اقتبس وبصورة محرفة من التوراة، وأن له أطماع شخصية في بسط هيمنته على المدينة وأنه ولغرض زيادة معرفته بالديانة اليهودية قام بمصادقتهم والتقرب إليهم وقام بتقليد طقوسهم ولكنه ارتد عليهم بعد ذلك.
في القرون الوسطى، كان من الشائع بالنسبة للكتاب اليهود أن يصفوا محمد على أنه «المجنون»، وهو مصطلح من الاحتقار يستخدم بشكل متكرر في الكتاب المقدس لأولئك الذين يعتقدون أنهم أنبياء. ويرى موسى بن ميمون أهم اللاهوتيين اليهود في العصور الوسطى أن محمدا قد انتقى بعض التعاليم اليهودية في رسالته وأضاف إليها عبادات أخرى. ويرى ميمون أن محمداً كان نبياً كاذباً ويعتبر ادعاءه النبوة غير ذي مصداقية لأنه يخالف التقليد التوراتي اليهودي. كما يرى أن كون الرسول أمياً يمنعه من الوصول لمرتبة الأنبياء.
أما الانتقاد المسيحي لشخصية الرسول محمد فقد بدأ في فترة قبل القرون الوسطى من قبل يوحنا الدمشقي (676 - 749) الذي يعتبره البعض تاريخياً من أوائل من كتبوا كتابا كاملا ضد شخصية الرسول والإسلام حيث ذكر في كتابه بأن الراهب النسطوري الراهب بحيرى قام بمساعدة الرسول محمد في كتابة القرآن، واتهم الرسول أيضا باقتباسه بعض من كتابات ورقة بن نوفل الذي كان وحسب زعم الدمشقي قساً نسطورياً كان يترجم بعض الأناجيل المحرفة إلى العربية. وتعتبر أعماله هي الأساس الذي أعتمد عليه اللاهوتيون الغربيون في انتقاد الإسلام. غير أن النظرة المشرقية لمحمد اتسمت بانفتاح أكبر، فعندما سأل الخليفة العباسي محمد المهدي بطريرك كنيسة المشرق طيماثيوس الأول عن رأيه في محمد، أجاب:«كان يمشي على خُطى الأنبياء». كما أثنى طيماثيوس على محمد لكونه «أعدل شعبه عن عبادة الأوثان إلى معرفة الله الواحد».
أثناء فترة النفوذ الإسلامي في إسبانيا بدأت الكنيسة هناك بكتابات تصور شخص الرسول محمد بأنه مسكون بالشيطان، وأنه ضد المسيح وانتشرت هذه الأفكار في عموم أوروبا؛ وكان لها دور كبير في اتحاد صفوف القوات الأوروبية أثناء الحملات الصليبية. ومن أبرز من كتب كتابات مسيئة إلى شخص الرسول في هذه الفترة هو مارتن لوثر (1483-1564) حيث كتب في أحد مقالاته نصا «إن محمد هو الشيطان وهو أول أبناء إبليس» وزعم أن الرسول كان مصابا بمرض الصرع وكانت الأصوات التي يسمعها كأنها وحي جزءا من مرضه.
بعد أحداث 11 سبتمبر 2001 بدأت موجة جديدة وصفها البعض بموجة منظمة للإساءة إلى شخصية الرسول محمد، حتى وصل الأمر إلى سكرتير الأمم المتحدة العام كوفي عنان في 7 ديسمبر 2004 بالإشارة إلى تفشي هذه الظاهرة بحدة. ومن الانتقادات الموجهة هي الزواج من عائشة واختلاف السن بينهما، حيث بحسب المصادر الحديث السنية، كانت عائشة في السادسة أو السابعة من عمرها عندما كانت مخطوبة من محمد وتسعة عندما تم الزواج. لكن المسلمين الشيعة يميلون إلى الاختلاف فيما يتعلق بسن عائشة.

## القرآن
أوّل الأشخاص الذين نقدوا القرآن وما جاء فيه كان وثنيو قريش، وقد اعتبروه شعرًا يتلوه محمد وأن ليس له مصدرٌ إلهي، وقالوا إنه يصله بإلهام شيطان الشعر، حيث كان العرب يتوهمون أن لكل شاعر شيطانًا من الجن يقول الشعر على لسانه. وقال بعض الأشخاص، مثل النضر بن الحارث أن محمدًا كان ينقل أقوال الفرس من قصص ملوكهم وعقائدهم وخرافاتهم ولم يأخذ من الوحي شيئا.

وبعد انتشار الإسلام في بلاد الشام والعراق ومصر، ظهر أشخاص من أبناء تلك المناطق وانتقدوا القرآن وما جاء فيه، ومن أبرز هؤلاء القديس يوحنا الدمشقي، المعروف أيضًا باسم «دفّاق الذهب»، فقد سارع بالعكوف على القرآن تفلية ونبشًا، وانتهى إلى رأي مفاده أن الإسلام يُعتبر طائفة مسيحية مهرطقة. وقد اعتبر يوحنا الدمشقي أن الراهب النسطوري «بحيرى» ساعد محمدًا على كتابة القرآن وكذلك حال ورقة بن نوفل، نافيًا مصدره الإلهي وقدسيته، لا سيما وأن الآريوسية والنسطورية كانتا تعتبران من الطوائف المهرطقة، واعتبر أن المشابهة بينه وبين نصوص الكتاب المقدس إنما هي مشابهة ضحلة بما قلَّتْ قيمته من أسفار العهدين القديم والجديد. وبعد يوحنا الدمشقي جاء عدد من الأشخاص الذين نكروا ألوهية المصدر القرآني، مستندين في ذلك في كثير من الأحيان على ما خلص إليه الدمشقي، ومن هؤلاء بارشو لوميو الرهاوي، الذي عاش في القرن الثاني عشر، وقد تركزت جدليّة الأخير في أخذ النبي محمد القرآن عن الراهب بحيرى النسطوري، وقال في هذا المجال: 
| نقد الإسلام | فعندما شهد ذلك الراهب الفاسق سذاجة القوم رأى أن يمنحهم عقيدة وشريعة على غرار مذهب آريوس وغيره من ألوان الكفر والزندقة التي حرم من أجلها فراح يسطر كتابًا هو الذي يسمونه القرآن، وهو شريعة الله ناثرًا فيه كل ما أودع من مروق وعند ذلك أعطى كتابه لتلميذه "مؤمد" وأبلغ أولئك البلهاء أن ذلك الكتاب أُنزل على محمد من السماء حيث كان في حفظ جبريل الملك فصدقوه فيما قال، وبذلك مكّن الراهب لذلك القانون الجديد. | نقد الإسلام |

إلا أن هذا يُعرف خطأه لمن اطلع على القرآن اطلاعًا، أو السيرة النبوية أو أسباب النزول، فسيجد أن آيات القرآن كانت تنزل لأحداث تحصل خلال طيلة السيرة (بعد موت الراهب) فتصفها وتحكم بها، مثل بعض تفاصيل أحداث غزوة حنين في سورة التوبة، وكذلك دخول المسجد الحرام وغزوة أحد وتفاصيل ما حصل فيها وغزوة بدر وغيرها من آيات القرآن حتى وفاة محمد. فلا يصح ذلك القول إلا أن يكون الوحي ينزل على الراهب يأمره بالكتابة ويخبره بما سيحدث مع محمد تباعًا وعليه أن يوصل إليه الكتاب.
يقول الراهب، أو الأسقف، بولس الأنطاكي في رسالة إلى أحد المسلمين أن العالم ليس بحاجة إلى القرآن إذ جاءت التوراة بشريعة العدل وجاء الإنجيل بشريعة الفضل، ولا يتبقى بعدهما جديد يحتاج الناس إليه، وأبرز مآخذه على القرآن هو ما جاء فيه من أنه ناسخ للتوراة والإنجيل، فقال بأن ذلك «لا يجوز لقائل أن يقوله لأن كتبنا قد جاز عليها من نحو ستمئة سنة وصارت في أيدي الناس يقرؤونها باختلاف ألسنتهم». يُعَدُّ ابن كمونة اليهودي أول مجادل تنصيري من اليهود ضد القرآن، وقد ضمّن جدلياته ضد القرآن في كتابه تنقيح الأبحاث للملل الثلاث، فعقد فصلا للقرآن أورد فيه خمسة عشر اعتراضًا على القرآن، منها ثلاثة تتعلق بأصالته، فقال أن القرآن يجوز أن يكون قد أنزل إلى نبي آخر دعا محمدًا أولاً إلى دينه وإلى هذا الكتاب فأخذه محمد منه وقتله، وإنه يُحتمل أن محمدًا طالع في كتب من تقدمه أو سمعها فانتخب أجودها، وضمّ البعض إلى البعض، ولعلّه سمع ذلك من أهل الكتاب من مسيحيين ويهود في الشام وشبه الجزيرة العربية. وفي العصر الحالي ظهر باحثون وكتّاب نقدوا القرآن بعدّة طرق، ومن هؤلاء عبد الله عبد الفادي، الذي رصد في كتابه «هل القرآن معصوم؟» عدّة مصادر بشرية للنص القرآني، أبرزها أشعار امرؤ القيس الجاهلي، الذي توفي قبل ميلاد محمد بثلاثين سنة، ونسبت له قصيدة تشبه بعض أبياتها بعض الآيات القرآنية، مثل: «دنت الساعة وانشق القمر» التي يُقابلها «اقتربت الساعة وانشقَّ القمر»، كما يعتبر عبد الفادي أن النبي محمد أخذ عدد من الموضوعات التي تعود بأصلها إلى مؤلفات يهودية ومسيحية وأدرجها بالقرآن.
هناك عدد من العلماء الذين يُعارضون فكرة وجود إعجاز علميّ في القرآن، قائلين أنه ليس بكتاب علوم، ومن أبرز الذين قالوا بذلك أبو الريحان البيروني، الذي وضع القرآن في تصنيف خاص به وحده، وقال أنه «لا يتدخل في شأن العلم ولا يُخالطه»، ومن الأسباب التي جعلت البيروني وغيره من علماء عصره، ومن تلاهم، يقولون بعدم وجود إعجاز علمي في القرآن، وجود عدّة تفسيرات علمية لظاهرة طبيعية وحيدة، فالعلم دائمًا ما يتغير والنظريات دائمًا ما تتبدل وتُدحض، فلا يمكن القول بصحة إحداها طيلة الزمن.
. وأعتبر العديد من الباحثين والعلماء أن الإعجاز العلمي ما هو الاّ إعجاز لغوي لا صلة له بالعلوم ويصنّف ضمن العلوم الزائفة.، كما أدرج عدد من العلماء والمجلات العلمية المختصة الإعجاز العلمي في القرآن ضمن المنهج الديني وليس المنهج العلمي وأعتبر خارج نطاق البحث العلمي، حيث يعتبرونه منهجاً يخالف المنهجية العلمية. وتعرضت حركة ربط الدين بالعلوم الحديثة التي يتبعها عدد من كتاب الإعجاز العلمي لإنتقادات واسعة من قبل علماء وباحثين غربيين معتبرين هذه المنهجية غير موضوعية وغير علمية. كما وتم انكار بعض المعجزات التي يعتبرها المسلمون إعجاز علمي مثل انشقاق القمر. بالمقابل، أدرجت مجلة سكبتك المختصة بتعليم العلوم ومجلات علمية أخرى ما يتعلق بالإعجاز والمعجزات المنصوص بها في المعتقدات وما يخالف المنهجية العلمية ضمن العلوم الزائفة. المجتمع العلمي ينظر للمعجزات على أنها نوع من المغالطات والترويج الديني ولا تختلف كثيراً عن العلم الزائف. يقول فيتالي غينزبورغ في كتابه "About Science, Myself and Others":
وقد انتقد العلماء والباحثين نصوص القرآن حول خلق الكون والأرض، وأصول الحياة البشرية، وعلم الأحياء، وعلوم الأرض، وما إلى ذلك، باعتبارها تحتوي على مغالطات غير علمية، ومن المحتمل أن تتناقض مع نظريات علمية متطورة. وقال العديد من العلماء أن القرآن يفتقر إلى الوضوح على الرغم من وصف نفسه كتابًا واضحًا.
في الوجه الآخر، يقف بعض علماء التفسير في دور محايد لا يستطيعون الجزم بشرعية علوم الإعجاز أم إنكار شرعيتها،

### موثوقية القرآن

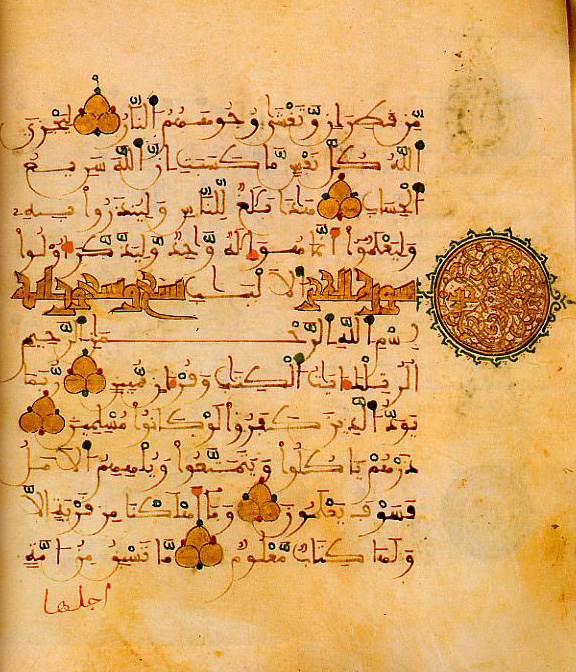
نسخة قرآنية أندلسية تعود للقرن الثاني عشر.

أصالة المخطوطات القرآنية: وفقا للباحثين الإسلاميين التقليديين، فإن القرآن قد كتبه جميع صحابو محمد بينما كان على قيد الحياة (خلال 610-632 ميلادي)، لكنه كان في المقام الأول وثيقة شفوية. وتم الانتهاء من التجميع الكتابي للقرآن بشكله المحدد كما هو الحال الآن بعد حوالي 20 سنة من وفاة محمد. يجادل كل من جون وانسبرو وباتريشيا كرون ويهودا دي نيفو بأن كل المصادر الأساسية الموجودة هي من 150 إلى 300 سنة بعد الأحداث التي يصفونها، وبالتالي فهي بعيدة زمنياً عن تلك الأحداث.
يرفض النقاد الفكرة القائلة بأن القرآن هو كتاب مثالي وأعجوبي ولا يمكن تقليده كما هو مذكور في القرآن نفسه. فعلى سبيل المثال، كتب الموسوعة اليهودية من عام 1901 إلى عام 1906: «إن اللغة القرآنية يعتبرها المسلمون نموذجًا مثاليًا منقطع النظير. لكن النقاد يجادلون في أنه يمكن العثور على الخصائص المميزة في النص. على سبيل المثال، لاحظ النقاد أن الجملة التي يقال فيها شيء ما عن الله يتم اتباعها في بعض الأحيان على الفور بآخر يكون فيه الله هو المتحدث (مثال على ذلك سورة النحل آية 81، وسورة النمل آية 61، وسورة لقمان آية 9 وسورة الزخرف آية 10) والعديد من الخصائص في المواقف من الكلمات هي نتيجة لضرورة قافية (سورة الحاقة آية 31 وسورة المدثر آية 3)، في حين أن استخدام العديد من الكلمات النادرة والأشكال الجديدة يمكن أن يعزى إلى نفس السبب (سورة مريم في الآيات 8 و9 و11 و16».
وفقا للموسوعة اليهودية «فإن اعتماد محمد على معلميه اليهود أو على ما سمع به من الحجاج اليهودي والممارسات اليهودية أصبح الآن يتم الاعتراض عليه بشكل عام». ويعتقد جون ونسبرو أن القرآن هو تنقيح في جزء آخر من الكتب المقدسة، ولا سيما الكتاب المقدس اليهودي المسيحي. كتب هربرت بيرج «على الرغم من إدراج جون وانسبرو الحريص جداً في المؤهلات الحذرة مثل» التخمينية «و» المؤقت بشكل مؤكد«، فقد أدان البعض أعماله، ولا شك في أن بعض ردود الفعل السلبية هذه ترجع إلى راديكالية ... وقد احتضنت أعمال وانسبرو بشكل كامل من قبل قلة من الناس، وقد استخدمها الكثيرون بطريقة مجزأة، والعديد منهم يثنون على رؤياه وأساليبه، إن لم يكن كل استنتاجاته». ذكر الفقهاء وعلماء الدين المبكرين بعض التأثير اليهودي ولكنهم أيضًا أن المواقع التي تبدو على هذا النحو، ينظر إليها على أنها تحطيم أو تمييع للرسالة الأصلية. يصف برنارد لويس هذا الأمر بأنه «شيء مثل ما كان يسمى في التاريخ المسيحي هرطقة تهويدية». وفقا لموشيه شارون، فإن قصة محمد درس هلى يد معلمون يهود هي أسطورة تطورت في القرن العاشر الميلادي. ووصف فيليب شاف القرآن بأنه «يحتوي على العديد من المقاطع من الجمال الشعري والحماسة الدينية والاستشارية الحكيمة، ولكنه مختلط بالسخافات والتلفيات والصور المنفردة والشهوات المتدنية».
وفقا لابن وراق، انتقد العقلاني الفارسي علي الدشتي القرآن على أساس أنه في بعض المقاطع "لم يكن المتكلم هو الله". ويعطي الوراق سورة الفاتحة كمثال على مقطع "واضح" موجهة إلى الله، في شكل صلاة". ويقول أنه بإضافة فقط كلمة "قل" أمام المقطع، يمكن إزالة هذه الصعوبة. علاوة على ذلك، من المعروف أيضًا أن أحد صحابة محمد، ابن مسعود، رفض سورة الفاتحة اعتبارها جزءًا من القرآن. هذا النوع من الخلافات، في الواقع، كان شائع بين أصحاب محمد الذين لم يستطيعوا تحديد أي السور كانت جزءا من القرآن والتي لم تكن كذلك.
ومن الانتقادات الأخرى التي وجهت:
- يحتوي القرآن على آيات يصعب فهمها أو يتناقض معها.[76]
- هناك قصة أن الشيطان قام بخداع محمد في مدح الأصنام القريشية والمعروفة باسم الآيات الشيطانية. إلا أن النص ضعيف بشكل لا يصدق ولا يوجد مصدر صحيح يشير إلى أن هذا الادعاء صحيح.[77]
- بعض الروايات عن تاريخ الإسلام تقول أن هناك آيتان من القرآن تزعم أن محمد أضافها عندما خدعه الشيطان (في حادثة تعرف باسم «قصة الرافعات»، والتي يشار إليها فيما بعد باسم «آيات شيطانية»). وثم تم سحب هذه الآيات بناء على طلب الملاك جبرائيل.[78][79]
- ادعى مؤلف كتاب اعتذار الكندي عبد المسيح بن إسحاق الكندي (لا ينبغي الخلط بينه وبين الفيلسوف الشهير الكندي) أن الروايات في القرآن كانت «متلوية ومختلطة» وأن هذا كان «دليل على أن العديد من الأيدي المختلفة كانت تعمل فيه، وتسببت في تناقضات، مضيفا أو قطع كل ما يحلو لهم أو يكرهونه».[80]
- لم يستطع صحابة محمد أن يوافقوا على أي السور كانت جزءًا من القرآن وغير ذلك. اثنان من أشهر الصحابة هما ابن مسعود وأوباي بن كعب.[81]

### نقص الأدلة الثانوية

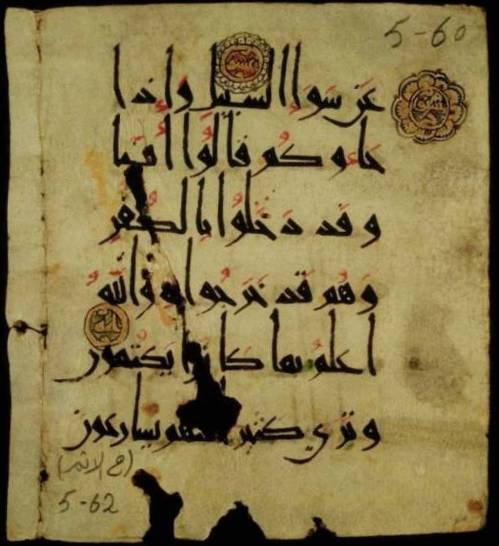
جزء من الآية 60 إلى 61 وجزء من الآية 61 من سورة المائدة بالخط الكوفي الشرقي؛ إحدى مخطوطات صنعاء.

تم انتقاد النظرة التقليدية للإسلام لعدم وجود أدلة داعمة تتفق مع هذا الرأي، مثل الافتقار إلى الأدلة الأثرية، والتناقضات مع المصادر الأدبية غير الإسلامية. في عقد 1970، كان ما وصف بأنه «موجة من العلماء المتشككين» والتي حدت قدراً كبيراً من الحكمة المتلقاة في الدراسات الإسلامية.:23 وقد جادلوا بأن التقليد التاريخي الإسلامي قد أفسد بشكل كبير في نقل النصوص. وحاولوا تصحيح أو إعادة بناء التاريخ المبكر للإسلام من مصادر أخرى، يفترض أنها أكثر موثوقية، مثل العملات والنقوش والمصادر غير الإسلامية. أقدم هذه المجموعة كان جون ونسبرو (1928-2002). وتمت ملاحظة أعمال وانسبرو على نطاق واسع، ولكن ربما لم تقرأ على نطاق واسع.:38 في عام 1972 تم العثور على مخبأ للقرآن في أحد المساجد في صنعاء، وهو معروف باسم مخطوطات صنعاء. كان الباحث الألماني جيرد ر. بون يقوم بالتحقيق في هذه الأجزاء القرآنية لسنوات. قام فريق بحثه بصناعة 35000 صورة ميكروفيلم للمخطوطات، والتي يرجع تاريخها إلى أوائل القرن الثامن. لم ينشر بون مجمل أعماله، لكنه أشار إلى ترتيب الآية غير التقليدية، والتغيرات النصية البسيطة، والأساليب النادرة للتهجئة. واقترح أيضاً أن بعض الرقوق كانت طرس التي تم إعادة استخدامها. يعتقد بون أن هذا ينطوي على نص متطور بدلاً من نص ثابت.

## الأخلاق

### الردة

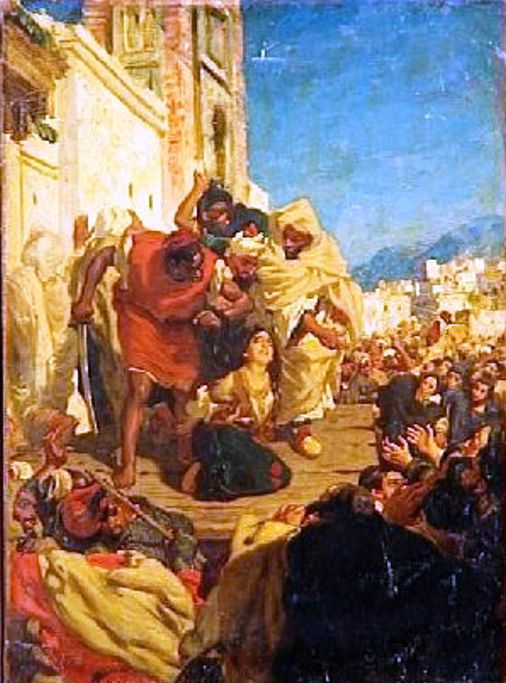
"إعدام يهودية مغربية بتهمة الردة"، لوحة للفريد دودنسك

ووفقاً للشريعة الإسلامية، يتم تعريف الردة بقائمة من الإجراءات مثل التحول من الإسلام إلى دين آخر، وإنكار وجود الله، ورفض الأنبياء، والاستهزاء بالله أو الأنبياء، أو عبادة الأوثان، أو رفض الشريعة، أو السماح بالسلوك الذي يحرمه الشريعة ، مثل الزنا أو تناول الأطعمة المحظورة أو شرب المشروبات الكحولية. غالبية علماء المسلمين لديهم وجهة نظر تقليدية مفادها أن الردة يعاقب عليها بالإعدام أو السجن حتى التوبة، على الأقل بالنسبة للذكور البالغين العقل السليم. وهناك من علماء المسلمين من يرى أنه لا يوجد في الإسلام حكم في قتل المرتد مالم يحارب المسلمين أو يساهم في إفساد المجتمع.
تتعارض القوانين التي تحظر التحول الديني مع المادة 18 من الإعلان العالمي لحقوق الإنسان، التي تنص على أنه «يحق لكل فرد الحق في حرية الفكر والوجدان والدين، ويشمل هذا الحق حرية تغيير دينه أو معتقده وحريته، إما بمفرده أو في مجتمع مع الآخرين وفي الأماكن العامة أو الخاصة، والحف بإظهار دينه أو معتقده في التعليم والممارسة والعبادة والمراعاة».
ويشير المؤرخ الإنجليزي سي بوسورث إلى أن النظرة التقليدية للردة تعيق تطور التعليم الإسلامي، حيث تقول إن الشكل التنظيمي للجامعة المسيحية يسمح لها بالتطور والازدهار في الجامعة الحديثة، بينما «بقي بقيت المدارس المسلمة مقيدية بعقيدة الوقف ولوحدها، مع نبتهم المادي غالباً ما يتدهور بلا أمل، وتضيق مناهجهم عن طريق استبعاد العلوم الدينية غير التقليدية مثل الفلسفة والعلوم الطبيعية، خوفًا من أن تتطور هذه إلى كفر محتمل، لأولئك الذين يرفضون الله».
في 13 دولة ذات غالبية مسلمة يعاقب على التحول من الإسلام بالإعدام.

### العبودية

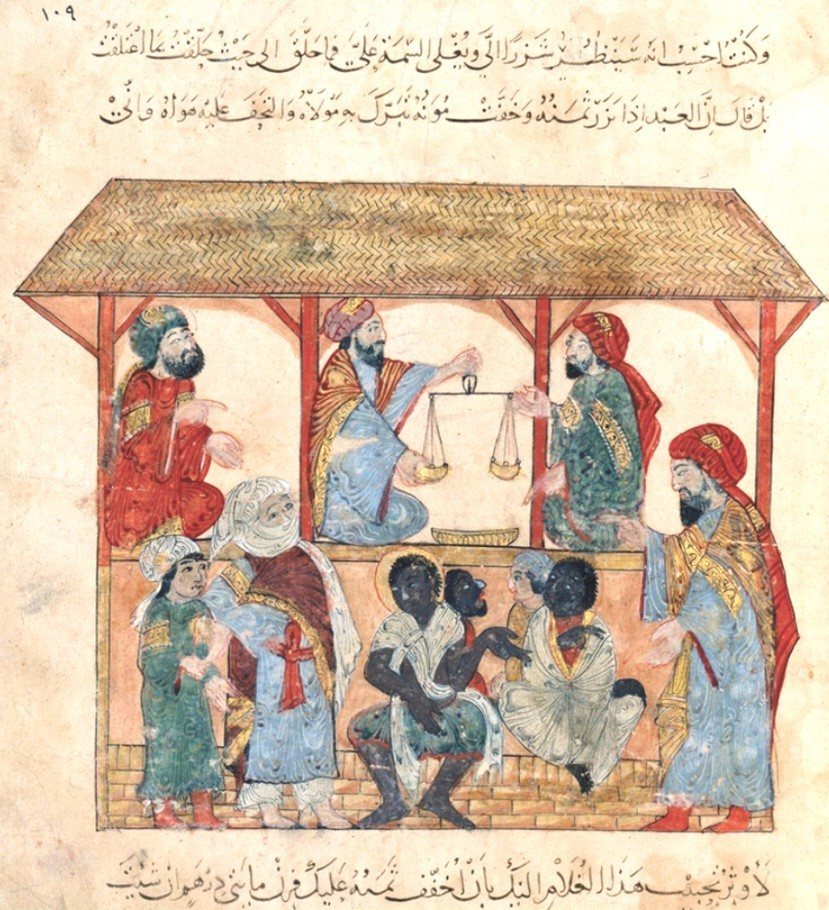
سوق للعبيد في اليمن في القرن الثالث عشر.

كتب برنارد لويس «في واحدة من التناقضات الحزينة في تاريخ البشرية، كانت الإصلاحات الإنسانية التي جلبها الإسلام هي التي نتج عنها تطور كبير لتجارة الرقيق في الداخل، ولا تزال أكثر في الخارج، الإمبراطورية الإسلامية». ويشير إلى أن التعاليم الإسلامية ضد استعباد المسلمين أدت إلى استيراد كميات هائلة من العبيد من الخارج. وفقاً لباتريك مانينغ، يبدو أن الإسلام عن طريق الاعتراف بالعبودية وتقنينها قد أدى إلى المزيد من العمل من أجل حماية وتوسيع الرق أكثر من العكس.
وعلى عكس المجتمعات الغربية التي نشأت في معاركها ضد العبودية حركات مناهضة للعبودية التي غالبًا ما انبثقت أعدادها وحماسها من مجموعات كنسيّة مسيحية، لم تتطور مثل هذه المنظمات الشعبية في المجتمعات المسلمة. في السياسة الإسلامية، قبلت الدولة دون تردد تعاليم الإسلام وطبقتها كقانون. والإسلام، من خلال فرض عقوبات على العبودية، أعطى أيضا شرعية التجارة في العبيد.
لم يحدث إلا في أوائل القرن العشرين (بعد الحرب العالمية الأولى) أن أصبحت العبودية محظورة تدريجياً وتم قمعها في الأراضي المسلمة، وذلك بسبب الضغوط التي مارستها الدول الغربية مثل بريطانيا وفرنسا. ويصف جوردون عدم وجود حركات إلغاء إسلامية محلية بقدر ما يعود إلى حقيقة أنها كانت راسخة بعمق في الشريعة الإسلامية. من خلال إضفاء الشرعية على العبودية، وامتداداً، حركة التجارة في العبيد، رفع الإسلام هذه الممارسات إلى مستوى أخلاقي لا يمكن تجاوزه. ونتيجة لذلك، لم يكن أي جزء من العالم الإسلامي ما يشكل تحديًا أيديولوجيًا ضد العبودية. كان النظام السياسي والاجتماعي في المجتمع المسلم قد ألقى نظرة قاتمة على هذا التحدي.
قضية العبودية في العالم الإسلامي في العصر الحديث هي قضية مثيرة للجدل. يجادل المنتقدون بوجود دليل قاطع على وجودها وآثارها المدمرة. البعض الآخر يقول أن العبودية في الأراضي الإسلامية الوسطى انقرضت تقريباً منذ منتصف القرن العشرين، وأن التقارير من السودان والصومال تظهر ممارسة الرق في المناطق الحدودية نتيجة لإستمرار الحرب،  وليس المعتقد الإسلامي. في السنوات الأخيرة، وفقا لبعض العلماء، كان هناك «اتجاه مقلق» من «إعادة فتح» قضية العبودية من قبل بعض علماء الدين السلفيين المحافظين بعد «إغلاق» الموضوع في وقت سابق من القرن العشرين عندما حظرت البلدان ذات الأغلبية المسلمة و«معظم علماء المسلمين» هذه الممارسة كونها «لا تتفق مع الأخلاق القرآنية».
الشيخ فضل الله حائري ، من كربلاء، أعرب عن وجهة نظر في عام 1993 مفادها أن تطبيق العبودية يمكن أن يحدث ولكن يقتصر على أسرى الحرب والذين ولدوا من العبيد. في عدد 2014 من مجلتها الرقمية «دابق»، وضعت الدولة الإسلامية في العراق والشام بوضوح مبررات دينية لاستعباد النساء الأيزيديات.

### العنف

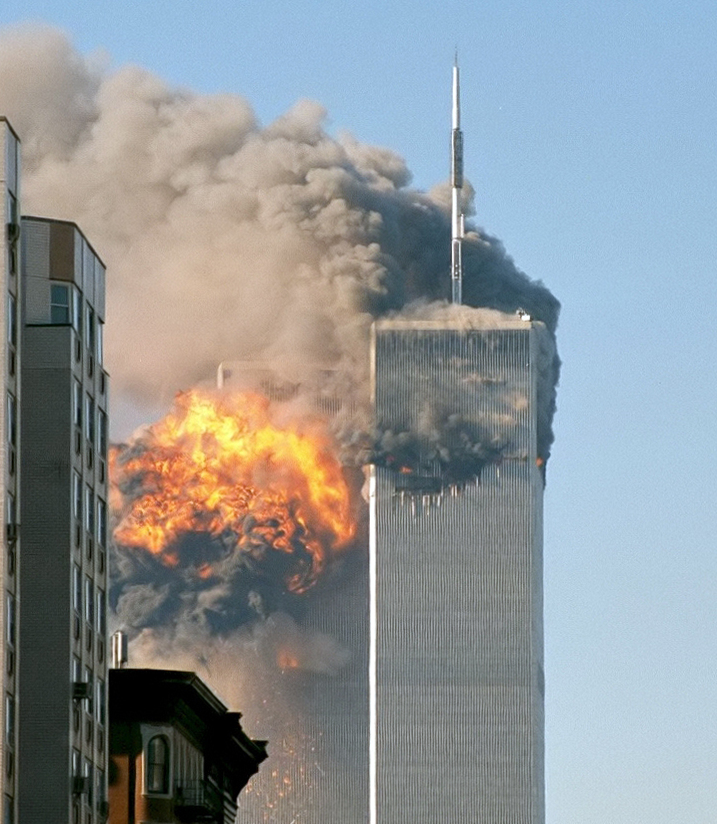
أدت هجمات 11 سبتمبر إلى النقاش حول ما إذا كان الإسلام يشجع على العنف.

وفقاً لموسوعة العنف من أصل 1,763 نزاعًا تاريخيًا معروفًا ومسجلًا، حوالي 123 أو 6.98% كان الدين هو السبب الرئيسي، ومن بين تلك النسبة كان 66 أو 53.66% مرتبطة بالإسلام. كانت الفتوحات الإسلامية توسعًا عسكريًا على نطاق غير مسبوق، بدءًا من حياة محمد وامتد عبر القرون وصولاً إلى الحروب العثمانية في أوروبا. حتى القرن الثالث عشر، كانت الفتوحات الإسلامية هي إمبراطوريات متماسكة أكثر أو أقل من خلال الخلافة، ولكن بعد الغزوات المغولية، استمر التوسع على جميع الجبهات (بخلاف أيبيريا التي فقدت في الاسترداد) لمدة نصف سنة أخرى حتى النهاية النهائية. أدى انهيار الإمبراطورية المغولية في الشرق والإمبراطورية العثمانية في الغرب مع بداية العصر الحديث.
أدت هجمات 11 سبتمبر على الولايات المتحدة، ومختلف أعمال الإرهاب الإسلامي الأخرى على مدى القرن الحادي والعشرين، إلى توجيه الكثير من غير المسلمين للإسلام كدين عنيف. وعلى وجه الخصوص، أصبحت تعاليم القرآن في مسائل الحرب والسلام موضوعات نقاش ساخن في السنوات الأخيرة. من ناحية، يدعي بعض النقاد أن بعض آيات القرآن تجيز العمل العسكري ضد غير المؤمنين ككل خلال حياة محمد وبعده. من ناحية أخرى، فإن معظم علماء المسلمين ، بما في ذلك الأحمديين، يجادلون بأن هذه الآيات القرآنية تفسر خارج السياق، ويزعمون أنه عندما تقرأ الآيات في سياقها، يبدو بوضوح أن القرآن يحظر العدوان، ويسمح بالقتال فقط في الدفاع عن النفس.
وصف المستشرق ديفيد مارغوليوش غزوة خيبر بأنها «المرحلة التي أصبح فيها الإسلام خطرًا على العالم كله». ووفقًا لمارجوليوث، الهجمات السابقة على المكيين والقبائل اليهودية في المدينة (على سبيل المثال، غزوة بني قريظة) يمكن أن تكون على الأقل معقولاً بسبب الأخطاء التي وقعت ضد محمد أو المجتمع الإسلامي. يجادل مارغوليوث بأن اليهود في خيبر لم يفعلوا شيئًا لإيذاء محمد أو أتباعه، وينسب الهجوم إلى الرغبة في النهب. ويصف السبب الذي قدمه النبي محمد للهجوم «لأن سكانها لم يكونوا مسلمين» (المائل في المصدر). وكتب أن هذا أصبح عذراً لغزو غير مقيد.
الجهاد، وهو مصطلح إسلامي، هو واجب ديني للمسلمين. في اللغة العربية، يترجم جهاد كلمة كاسم يعني «النضال». يظهر الجهاد 41 مرة في القرآن وكثيراً ما في التعبير الاصطلاحي «السعي من أجل الله (الجهاد في سبيل الله)». الجهاد هو واجب ديني مهم للمسلمين. في بعض الأحيان، تشير أقلية من العلماء من أهل السنة والجماعة إلى هذا الواجب باعتباره الركن السادس من أركان الإسلام، رغم أنه لا يحتل مكانة رسمية كهذه. في الإسلام الشيعي الإثني عشر، مع ذلك، الجهاد هو واحد من عشرة ممارسات للدين. يدعو القرآن مراراً وتكراراً للجهاد، أو ضد الجهلة، وضد غير المؤمنين، بما في ذلك اليهود والمسيحيين أحياناً. ويجادل المؤرخ في تاريخ الشرق الأوسط، برنارد لويس، بأن «الغالبية العظمى من والفقهاء والتقليديين (المتخصصين في الحديث) فهموا التزام الجهاد بمعنى عسكري». علاوة على ذلك، يؤكد لويس أنه بالنسبة لمعظم التاريخ المسجل الإسلام، من حياة محمد فصاعداً، استخدمت كلمة الجهاد بمعنى عسكري في المقام الأول. يقول أندرو بوستوم أن عددا من الجهاد استهدفت المسيحيين والهندوس واليهود.
كتب دينيس براغر، وهو كاتب عمود ومؤلف، رداً على حركة تدعي أن الإسلام هو «دين السلام» أن «لم يكن الإسلام يوماً دين سلام. لقد بدأ كدين حربي وطوال تاريخه، كلما ممكن، أطلق الحرب على غير المسلمين - من المشركين في شمال أفريقيا إلى الهندوس الهند، حوالي 60 إلى 80 مليون منهم قتلهم المسلمون خلال حكمهم ألف عام هناك». ووصف الباحق جون ر. نيومان، الإسلام بأنه «معاداة مثالية للدين» و«نقيض البوذية».
الإرهاب الإسلامي هو بحكم التعريف، يعني الأعمال الإرهابية التي ترتكبها جماعات إسلامية أو الأفراد الذين يعلنون دوافع إسلامية أو أهداف إسلامية سياسية. وعادة ما يعتمد الإرهابيون الإسلاميون على تفسيرات معينة من القرآن والأحاديث النبوية، نقلاً عن هذه الكتب لتبرير تكتيكات عنيفة بما في ذلك القتل الجماعي والإبادة الجماعية والعبودية. في العقود الأخيرة، وقعت حوادث الإرهاب الإسلامي على نطاق عالمي، والتي حدثت ليس فقط في الدول ذات الأغلبية المسلمة في أفريقيا وآسيا، ولكن أيضا في الخارج في أوروبا وروسيا، والولايات المتحدة، ومثل هذه الهجمات استهدفت المسلمين وغير المسلمين. وفي عدد من المناطق ذات الأغلبية المسلمة التي تعرضت لأسوأ أعمال ارهابية إسلامية، مول هؤلاء الإرهابيين من قبل جماعات مقاومة مسلحة مستقلة، والجهات الحكومية ووكلائهم، ومحتجون مسلمون ليبراليين سياسيا.

### اتفاقيات حقوق الإنسان
بعض التفسيرات الواسعة النطاق للإسلام لا تتفق مع اتفاقيات حقوق الإنسان التي تعترف بالحق في تغيير الدين. وإن حق المسلمين في تغيير دينهم لا ينص عليه قانون الشريعة الإيراني الذي يحظره على وجه التحديد. في عام 1981، عبر ممثل إيران لدى الأمم المتحدة سعيد رجائي خراساني عن موقف بلاده فيما يتعلق بالإعلان العالمي لحقوق الإنسان، بالقول إن الإعلان العالمي لحقوق الإنسان هو «فهم علماني للتقاليد اليهودية المسيحية»، لا ينفذها المسلمون دون تجاوز القانون الإسلامي. كمسألة قانونية، وعلى أساس التزاماتها كدولة طرف في العهد الدولي الخاص بالحقوق المدنية والسياسية، تلتزم إيران بدعم حق الأفراد في ممارسة الدين الذي يختارونه وتغيير الأديان، بما في ذلك التحول من الإسلام. من الواضح أن معاقبة المتحولين من الإسلام وعلى اعتبار الردة كجريمة يعاقب عليها بالإعدام تتعارض مع هذا الالتزام. الدول ذات الأغلبية المسلمة مثل السودان والمملكة العربية السعودية، لديها عقوبة الإعدام بسبب الردة عن الإسلام. وقد انتُقدت هذه الدول الإعلان العالمي لحقوق الإنسان بسبب إخفاقها المتصور في مراعاة السياق الثقافي والديني للدول غير الغربية. في عام 1990، نشرت منظمة التعاون الإسلامي إعلان القاهرة عن حقوق الإنسان في الإسلام والذي يتوافق مع الشريعة. وعلى الرغم من منحه العديد من الحقوق المذكورة في إعلان الأمم المتحدة، فإنه لا يمنح المسلمين الحق في التحول إلى ديانات أخرى، ويحد من حرية التعبير لتلك التعبيرات التي لا تتعارض مع الشريعة الإسلامية.
كتب أبو علاء المودودي، مؤسس الجماعة الإسلامية، كتابًا بعنوان حقوق الإنسان في الإسلام، حيث يجادل بأن احترام حقوق الإنسان كان دائمًا مكرسًا في الشريعة، ووفقاً له فأن جذور هذه الحقوق موجودة في العقيدة الإسلامية وينتقد المفاهيم الغربية وبحسبه فأن هناك تناقض متأصل بين الاثنين. وقد رفض العلماء الغربيون في الغالب تحليل المودودي.

### المثلية الجنسية
في العصر الحديث، الحكومات التابعة لمعظم الدول في الشرق الأوسط تتجاهل أو تنكر وجود المثليين أو تقوم بتجريمهم. المثلية الجنسية غير قانونية في معظم الدول الإسلامية، وتترتب عليها عقوبة الإعدام في العديد منها. لكن من ناحية أخرى هناك دول ذات أكثرية مسلمة تضمن حقوق المثليين مثل ألبانيا وسيراليون وغينيا بيساو، كما أن المثلية الجنسية شرعية قانونياً في الأردن، تركيا والبحرين. في قطر، الجزائر، أوزبكستان وغيرها يُعاقب المثليين بالسَجن أو بدفع الغرامات. في الإمارات قد يُعاقب المثليين بالسَجن أو الغرامات أو الإعدام. الدول الأخرى التي تطبق عقوبات الإعدام على المثليين هي: السعودية، موريتانيا، شمال نيجيريا، اليمن، السودان وإيران. إيران قد تكون أكثر دولة تقوم بإعدام مواطنيها بسبب المثلية الجنسية، إذ قامت بإعدام أكثر من 4000 مثلياً منذ عام 1979.

### معاداة السامية

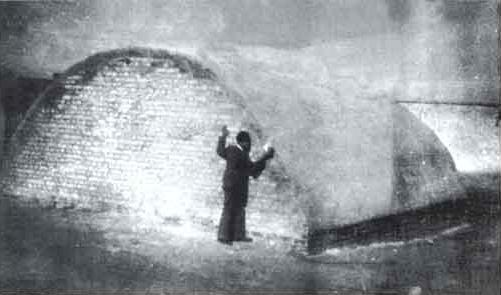
قبر جماعي لضحايا الفرهود عام 1946.

تفاعل أتباع الديانتين اليهودية والإسلامية مع بعضهم البعض عبر التاريخ بدءاً منذ القرن السابع عندما ظهر الإسلام وانتشر في شبه الجزيرة العربية. وبالفعل، أصبح اليهود القاطنين تحت سيطرة الحكام المسلمين في وضع أهل الذمة. وسُمح لليهود بممارسة دياناتهم الخاصة وإدارة شؤونهم الداخلية، لكنهم خضعوا لقيود معينة لم تُفرض على المسلمين. على سبيل المثال، كان عليهم أن يدفعوا الجزية، وهي ضريبة على مفروضة على الذكور البالغين غير المسلمين، كما أنهم مُنعوا من حمل السلاح أو الشهادة في المحاكم في القضايا التي تتعلق بالمسلمين. العديد من القوانين المتعلقة بأهل الذمة كانت رمزية للغاية. على سبيل المثال، اضطر أهل الذمة في بعض البلدان إلى ارتداء ملابس مميزة، وهي ممارسة غير موجودة في القرآن أو الأحاديث النبوية ولكن تم اختراعها في أوائل العصور الوسطى في بغداد وتم تطبيقها بشكل غير متسق. لم يكن وضع اليهود في البلدان المسلمة خالٍ تمامًا من الاضطهاد فعلى سبيل المثال، قُتل الكثيرون أو نُفيوا أو تم تحويلهم بالقوة إلى الإسلام في القرن الثاني عشر في بلاد فارس، وارتكبت بحق اليهود عدداً من المذابح من قبل المسلمين، بعضها في الأندلس في قرطبة وغرناطة في القرن الثاني عشر خلال حكم الموحدون، وفي فاس من قبل المغراويون، كما وتم هدم لمعابدهم ودور عبادتهم في مصر وسوريا والعراق واليمن، وأجبر بعض اليهود على اعتناق الإسلام قسراً في بعض مناطق اليمن من قبل الأئمة الزيديين اليمنيين في القرن السابع عشر، وفي بلاد فارس والمغرب، وفي بغداد في القرن الثاني عشر والثامن عشر الميلاديين، ونزح الكثير من اليهود إلى مناطق إسلامية أكثر تسامحاً أو هربوا إلى الممالك المسيحية، من أمثال ابن ميمون الذي ولد في قرطبة واستقر به الأمر في مصر. في القرن العشرين تعرض اليهود لعدد من أعمال العنف منها أعمال العنف في شيراز في عام 1910 خلال حقبة القاجاريون، وأعمال العنف في تراقيا عام 1934 في تركيا، والتي كانت ذات دوافع معادية للسامية. كما وتعرض اليهود إلى عدد من المذابح منها مذبحة الخليل ومذبحة صفد. وبالمقابل عاش اليهود بفترات أزدهار وتعايش مشترك في مراحل أخرى من التاريخ الإسلامي مثل العصر الذهبي ليهود الأندلس إبَّان فترات من العصور الوسطى والذي استمر حتى بدأت الخلافة الإسلامية في قرطبة بالانهيار، وبعدها ضعفت حماية السكان عامة واليهود خاصةً وتجزأت الخلافة الدولة الأموية إلى دويلات عديدة وكثرت الخلافات بينها. واضطر العديد من العلماء اليهود إلى الهجرة من شبه الجزيرة الأيبيرية، عقب معاناتهم من حكم المرابطين الذين أجبروهم على اعتناق الإسلام أو الموت، إلى طليطلة، التي استرجعها المسيحيون. وقام العديد منهم بالمشاركة بترجمة الكتب العربية إلى اللاتينية في مدرسة طليطلة.
منذ أربعينيات القرن العشرين، هاجرت الأغلبية العظمى من اليهود من الدول العربية والإسلامية، واختار معظمهم العيش في إسرائيل. تضمنت أسباب النزوح عوامل متنوعة: عوامل دفع مثل الاضطهاد خاصةً بسبب الصراع العربي الإسرائيلي وعدم الاستقرار السياسي، والفقر، بالإضافة إلى عوامل الجذب، مثل الرغبة في تحقيق هدف الصهيونية أو إيجاد وضع اقتصادي أفضل وآمن في أوروبا أو الأمريكتين، وتشجيع الوكلاء الصهاينة لهم للهجرة. ولقد تم تسييس تاريخ الهجرة الجماعية، نظراً لأهميتها المقترحة للسرد التاريخي للصراع العربي الإسرائيلي. عند استعراض أسباب الهجرة، فإن أولئك الذين ينظرون إلى الهجرة اليهودية على أنها مشابهة للنزوح الفلسطيني عام 1948 يقومون بالتأكيد على أهمية عوامل الدفع، ويعتبرون أولئك اليهود الذين هاجروا لاجئين، بينما أولئك الذين يعارضون ذلك الرأي، يؤكدون على أهمية عوامل الجذب ويعتبرون هجرة اليهود تمت برغبتهم، على العكس من هجرة الفلسطينيين اللاجئين.
أصبحت مؤخرا المواضيع المعادية للسامية بما في ذلك إنكار الهولوكوست شائعة في دعاية بعض الحركات الإسلامية مثل حزب الله وحماس وحركة الجهاد الإسلامي في فلسطين والإخوان المسلمون، وفي تصريحات وكالات مختلفة من جمهورية إيران الإسلامية، وفي الصحف وغيرها من المطبوعات لحزب الرفاه، وفقا لبرنارد لويس. وفقاً لدراسة مركز بيو للأبحاث الذي صدر في عام 2005، فإن نسبة عالية من سكان ست دول ذات غالبية مسلمة لديهم آراء سلبية تجاه اليهود. وبحسب الإستبيان قال 60% من الأتراك، 74% من الباكستانيين، 76% من الإندونيسيين، 88% من المغاربة، 99% من المسلمين اللبنانيين وحوالي 100% من الأردنيين أنه لهم آراء سلبية «إلى حد ما» أو «سلبية للغاية» بالنسبة لليهود. وبحسب دراسة قام بها رابطة مكافحة التشهير عام 2014 وجدت أن 48% من المسلمين في العالم يملكون معتقدات معادية للسامية، بالمقارنة مع 24% من المسيحيين وحوالي 21% من اللادينيين. ووجدت الدراسة أن المسلمين الذين يعيشون خارج منطقة الشرق الأوسط وشمال أفريقيا، معادين للسامية بأقل بكثير من مسلمي الشرق الأوسط وشمال أفريقيا (74%). حيث كان المسلمون في أفريقيا جنوب الصحراء يملكون معتقدات معادية للسامية أقل بكثير المعدل الدولي، مع 18% فقط يملكون معتقدات معادية للسامية. بالمقارنة مع 29% من المسلمين في أوروبا الغربية. يشير تقرير عام 2017 من قبل مركز جامعة أوسلو لأبحاث التطرف إلى أن «الأفراد من خلفية مسلمة يبرزون بين مرتكبي أعمال العنف المعادية للسامية في أوروبا الغربية».
أظهر عدد من الدراسات التي أجريت بين الشباب المسلم في مختلف بلدان أوروبا الغربية أن الأطفال المسلمين لديهم أفكار معادية للسامية أكثر بكثير من الأطفال المسيحيين، في عام 2011 نشر مارك إلكارديوس وهو عالم اجتماع بلجيكي، تقريراً عن المدارس الابتدائية الناطقة باللغة الهولندية في بروكسل. ووجد أن حوالي 50% من الطلاب المسلمين في الصف الثاني والثالث يمكن اعتبارهم معاديين للسامية مقابل 10% من الطلاب غير المسلمين. وفي العام نفسه، نشر أنثر جيكلي نتائج مكونة من 117 مقابلة أجراها مع الشباب الذكور المسلمين (متوسط أعمارهم 19 سنة) في برلين وباريس ولندن. وعبرّ غالبية من تم مقابلتهم عن مشاعر معادية للسامية قوية. وعبر البعض منهم عنها بشكل صريح وغالبًا عنيفًا. كان عدد كبير من الهجمات المعادية للسامية العنيفة في أوروبا قد قام بها مسلمون، منها حادثة قتل 4 يهود في تولوز في عام 2012 من قبل محمد مراح، وفي هجوم عام 1982 على مطعم غولدنبرغ اليهودي في باريس والذي نفذه أشخاص من أصول عربية، وخطف وقتل المواطن الفرنسي إيلان حليمي في عام 2006 من قبل عصابة إسلامية وأعمال الشغب المعادية للسامية في النرويج في عام 2009 هي أمثلة لهذه الظاهرة. كانت أوروبا الشرقية أقل تأثراً من ظهور معاداة السامية الإسلامية. ومع ذلك، شهدت بعض المناطق والبلدان مثل القوقاز، زيادة في اللاسامية مثل محاولة اغتيال معلم يهودي في باكو في عام 2012.

## المرأة

### العنف الأسري
يوجد الكثير من الخلاف حول العلاقة بين الإسلام والعنف الأسري، حتى بين المسلمين أنفسهم تتنوع تفسيرات وتطبيقات الشريعة؛ وهي مجموعة القوانين الإسلامية، أخلاقية ودينية. التفسيرات التقليدية للآية 34 في سورة النساء في القرآن الكريم التي تناقش العلاقات الزوجية تعتبر ضرب النساء جائزاً لأنه ضرب غير مبرح يكون بالسواك مثلا ولا يترك أثراً على الجسم حيث يكون القصد منه تعريف المرأة بخطئها وإشعارها بالذنب لا تعذيبها وإهانتها وهو ما يرفضه الإسلام ويستنكره، بينما تعتبر تفسيرات أخرى أن السورة لا تدعم ضرب المرأة وإنما فقط أن يهجرها قليلًا. التنوع في التفسيرات يرجع إلى المدراس المختلفة في الفقة الإسلامي، والقصص التاريخية، وسياسات المؤسسات الدينية، تغيير الفتاوى، التعديلات، والتعليم.

### قوانين الأحوال الشخصية وزواج الأطفال
الشريعة هي أساس قوانين الأحوال الشخصية في معظم الدول ذات الغالبية الإسلامية. تحدد قوانين الأحوال الشخصية هذه حقوق المرأة في مسائل الزواج والطلاق وحضانة الأطفال. يخلص تقرير اليونيسف لعام 2011 إلى أن أحكام الشريعة تميز ضد المرأة من منظور حقوق الإنسان. في الإجراءات القانونية بموجب الشريعة الإسلامية، تبلغ شهادة المرأة نصف شهادة الرجل أمام المحكمة. وبإستثناء إيران ولبنان والبحرين اللذين يسمحون بزواج الأطفال، لا يسمح القانون المدني في البلدان ذات الأغلبية الإسلامية بزواج الأطفال من الفتيات. لكن مع قوانين الأحوال الشخصية في الشريعة الإسلامية، تتمتع المحاكم الشرعية في جميع هذه الدول بسلطة تجاوز القانون المدني. وتسمح المحاكم الدينية الإسلامية للفتيات اللواتي تقل أعمارهن عن 18 سنة بالزواج. اعتبارًا من عام 2011، أصبحت حالات زواج الأطفال شائعة في عدد قليل من دول الشرق الأوسط، حيث تمثل 1 من كل 6 زيجات في مصر و 1 من كل 3 زيجات في اليمن. ومع ذلك، فإن متوسط العمر عند الزواج في معظم دول الشرق الأوسط يرتفع بشكل مطرد وعادة ما يكون في أقل من 20 إلى 20 سنة للنساء. يعتبر الاغتصاب جريمة في جميع الدول، لكن المحاكم الإسلامية الشرعية في البحرين والعراق وليبيا والمغرب وسوريا وتونس في بعض الحالات تسمح للمغتصب بالإفلات من العقوبة عن طريق الزواج من ضحيته، بينما في حالات أخرى الضحية التي تشكو وغالباً ما تتم محاكمتهم بجريمة الزنا.
كتب الباحث دايل إيكلمان أنّ الفقهاء المسلمين يوظفون روايات خيالية عندما يؤكدون أن الشريعة الإسلامية ثابتة، في حين أنها في الحقيقة عرضة للتغيير.

## انتقاد المهاجرين المسلمين
ارتفعت هجرة المسلمين إلى أوروبا في العقود السابقة، مما أدى إلى اشتعال المواجهة بينهم وبين جيرانهم الجدد. سببت تصرفات المسلمين المحافظين تجاه القضايا الحديثة، جدلا في أوروبا وغيرها. يجادل الباحثون في مقدار كون هذه التصرفات نتيجة للمعتقدات الإسلامية. يعتبر بعض المنتقدين أن الإسلام غير مناسب مع المجتمع العلماني الغربي، وأنه على عكس الأديان الأخرى، يأمر الإسلام متبعيه بتطبيق قوانينه الدينية على كل الناس المؤمنين منهم وغير المؤمنين، وقتما أمكن وبأي طريقة ممكنة. في المقابل يعتبر المسلمون المعتدلون أن هذه موجة من الخوف من الإسلام (الإسلاموفوبيا).